# Sainte-Marie-des-Champs
 Sainte-Marie-des-Champs  es una población y comuna francesa, en la región de Alta Normandía, departamento de Sena Marítimo, en el distrito de Rouen y cantón de Yvetot.

## Demografía
| 503 | 501 | 631 | 1238 | 1462 | 1554 |
| Para los censos de 1962 a 1999 la población legal corresponde a la población sin duplicidades (Fuente: INSEE [Consultar]) |     |     |      |      |      |